# Франклин Сентер (Њу Џерзи)
Франклин Сентер (енгл. Franklin Center) насељено је место без административног статуса у америчкој савезној држави Њу Џерзи.

## Демографија
По попису из 2010. године број становника је 4.460.
| Група             | 2000.    | 2010.         |
| Белци             | 0 (0,0%) | 3.161 (70,9%) |
| Афроамериканци    | 0 (0,0%) | 410 (9,2%)    |
| Азијати           | 0 (0,0%) | 583 (13,1%)   |
| Хиспаноамериканци | 0 (0,0%) | 265 (5,9%)    |
| Укупно            | 0        | 4.460         |